# Isla Watson (Miami)
Watson Island es una isla artificial y barrio residencial en la Bahía Vizcaína entre la ciudad de Miami y Miami Beach en el condado de Miami-Dade en el estado estadounidense de Florida. La isla conecta el centro de Miami por el puente MacArthur Causeway. La isla fue creada en 1926.

## Geografía
Watson Island se encuentra ubicada en las coordenadas 25°47′05″N 80°10′33″O / 25.78472, -80.17583.